# Kiss&Cry
Kiss&Cry (em coreano:  키스&크라이) foi um girl group sul-coreano pela Winning Insight Entertainment em 2014. Foi constituído pelas integrantes Dia, Haena, Soyumi e Bohye. O grupo chegou ao fim em 2014.

## Carreira

### Estréia
Em 18 de outubro de 2013, o single digital Be Modern foi lançado em colaboração com o rapper Shorry, anunciando a chegada de um novo girl group, em 21 de Janeiro de 2014, a LOEN Entertainment e Winning Insight apresentaram as 4 integrantes através do single Domino Game. Todos os membros do grupo, exceto Haena, tiveram experiências na área musical. Bohye fazia parte do grupo "Bella", enquanto Soyumi fazia parte do grupo VNT e Dia seguia carreira solo. Elas lançaram seu primeiro single digital Domino Game em 24 de janeiro de 2014, e fizeram sua estréia oficial no dia 25 de janeiro de 2014, no programa Show! Music Core.

### Fim do grupo
Segundo a integrante Haena, o grupo teria acabado. Ela apareceu no programa Superstar K6, da Mnet, como concorrente, e revelou essas informações. Ela disse, Não houve muita resposta ao Kiss&Cry comparado com as expectativas, por isso, subitamente, o grupo se desfez, contra nossas intenções. Estou tentando não ficar triste. Embora não tenhamos conseguido ficar famosas e acabamos nos desfazendo, espero que possamos nos reunir novamente, com lágrimas nos olhos. Ela então surpreendeu os jurados com seu cover da canção Singing Got Better, da cantora Ailee, que é uma das juradas, e um deles até mesmo disse: Você canta muito bem. Suas notas altas foram bastante revigorantes. Outra integrante do Kiss&Cry, Dia, já conhecida por seus trabalhos solo, compareceu ao programa para apoiar Haena em sua audição.
Após o aparecimento da integrante Haena no programa Superstar K6, a agência do grupo escreveu uma carta para os fãs, explicando o mal-entendido: A informação publicada no fancafe dizia, Olá, aqui é a Winning Insight M. Nós estamos aqui para informar os fãs do Kiss&Cry. Nós pedimos desculpas, mas as atividades do grupo foram deixadas de lado no momento devido a vários problemas na agência. Entretanto, nós não estamos dizendo que o grupo terminou completamente. Nós só podemos dizer por agora que pode haver algumas mudanças. Primeiro, situações com integrantes podem mudar e um dos contratos das atuais integrantes, Haena, expirou com a empresa e ela está aparecendo no ‘Superstar K6’. Nossa agência está desejando a Haena, que pode estar embarcando em um novo caminho, sorte e sucesso, e que ela continue recebendo amor dos fãs. Obrigado.

## Ex-Integrantes
- Bohye (em coreano:  보혜), nascida Kim Bohye (em coreano:  김보혜) em 19 de janeiro de 1990 (35 anos) em Busan, Coreia do Sul.[4]
- Haena (em coreano:  해나), nascida Lee Haena (em coreano:  이해나) em 2 de junho de 1991 (33 anos) em Seul, Coreia do Sul. Em 2016, ela estreou em um grupo chamado Matilda.[5]
- Dia (em coreano:  디아), nascida Kim Jieun (em coreano:  김지은) em 12 de junho de 1992 (32 anos) em Incheon, Coreia do Sul.
- Soyumi (em coreano:  소유미), nascida So Yumi (em coreano:  소유미) em 6 de junho de 1992 (32 anos) em Incheon, Coreia do Sul.

## Discografia
- Be Modern (2013)
- Domino Game (2014)
- Bad Girls (2014)